# Чирков, Михаил Алексеевич
 Михаи́л Алексе́евич Чирко́в  (1897, Камско-Устьинский район — 3 февраля 1945, Tymowa, Lower Silesian Voivodeship, Германия) — советский военнослужащий, участник Великой Отечественной войны, телефонист 167-го гвардейского лёгкого артиллерийского полка 3-й гвардейской лёгкой артиллерийской бригады 1-й гвардейской артиллерийской дивизии прорыва РГК, Герой Советского Союза (17.10.1943).

## Биография
Родился в 1897 году в посёлке Кирельское Тетюшского уезда Казанской губернии (ныне Камско-Устьинский район, Республика Татарстан) в крестьянской семье, русский. Получил начальное образование. Участвовал в Первой мировой и Гражданской войнах. Работал на буксирном пароходе матросом, потом ушел в Куспром, где делали обручи для бочек. С 1937 года жил и работал в Казани. В январе 1942 года Казанским горвоенкоматом был призван в ряды РККА.
Телефонист 167-го лёгкого артиллерийского полка 23-й стрелковой дивизии. С сентября 1942 года воевал на Воронежском, Сталинградском, Центральном, 1-м Украинском, 2-м Белорусском и 1-м Белорусском  фронтах. Был тяжело ранен.
26 сентября 1943 года под огнём противника переплыл через реку Днепр проложил кабельную линию, чем обеспечил связь командования с разведывательными группами на правом берегу; помогал корректировать огонь артиллерии, участвовал в отражении контратак врага на плацдарме.
Указом Президиума Верховного Совета СССР от 25 октября 1943 года за образцовое выполнение боевых заданий командования на фронте борьбы с немецко-фашистскими захватчиками и проявленные при этом мужество и героизм красноармейцу Чиркову Михаилу Алексеевичу присвоено звание Героя Советского Союза с вручением ордена Ленина и медали "Золотая звезда".
Гвардии ефрейтор М. А. Чирков погиб в бою 3 февраля 1945 года, восстанавливая связь под огнем противника.
Похоронен у костёла населённого пункта Тиммендорф (Thiemendorf) (Третий рейх).

## Награды
- Медаль «Золотая Звезда»;
- Орден Ленина;
- Орден Красного Знамени (16.01.1944)[6][7];
- Орден Красной Звезды (15.12.1943)[7][8];
- Медаль «За оборону Сталинграда» (1942);
- другие медали.

## Память
- Именем Чиркова названы улица в посёлке городского типа Камское Устье и местная кадетская школа-интернат, в 2017 году там же установлен бюст М. А. Чиркова, в декабре 1922 года в Камско-Устьинской кадетской школе-интернате открыта мемориальная доска.
- В селе Кирельское Камско-Устьинского района, на родине Чиркова, установлен памятный обелиск.
- В районном краеведческом музее Камско-Устьинского муниципального района оформлены стенд и закрытая витрина, посвященные М. А. Чиркову.